# بطولة العالم لسباق الدراجات على الطريق 1956
بطولة العالم لسباق الدراجات على الطريق 1956 هي الدورة الـ 29 من بطولة العالم لسباق الدراجات على الطريق، أجريت في كوبنهاغن، الدنمارك.

## برنامج المسابقات
رجال
- سباق الطريق المداري.

سيدات
- سباق الطريق المداري.

## النتائج النهائية
| المسابقة            | ذهبية                      | فضية                 | برونزية             |
| ------------------- | -------------------------- | -------------------- | ------------------- |
| الرجال              |                            |                      |                     |
| سباق الطريق المداري | ريك فان ستينبرجين (بلجيكا) | ريك فان لوي (بلجيكا) | جيريت شولت (هولندا) |